# Bol'šoj Balyk
Il Bol'šoj Balyk (in russo Большой Балык?) è un fiume della Russia, nella Siberia occidentale, affluente di sinistra dell'Ob'. Scorre nei rajon Surgutskij e Neftejuganskij del Circondario autonomo degli Chanty-Mansi-Jugra. 
Il fiume ha origine e scorre pianura del medio Ob' (Средне-Обская низменность) in direzione nord-occidentale per metà del suo corso, poi gira a nord. La sua lunghezza è di 243 km. L'area del bacino è di 5950 km². Sfocia nel canale Juganskaja Ob' (sul lato sinistro dell'Ob') di fronte alla città di Neftejugansk. Il suo maggior affluente è il Malyj Balyk (lungo 204 km) proveniente dalla sinistra idrografica.